# 创维集团

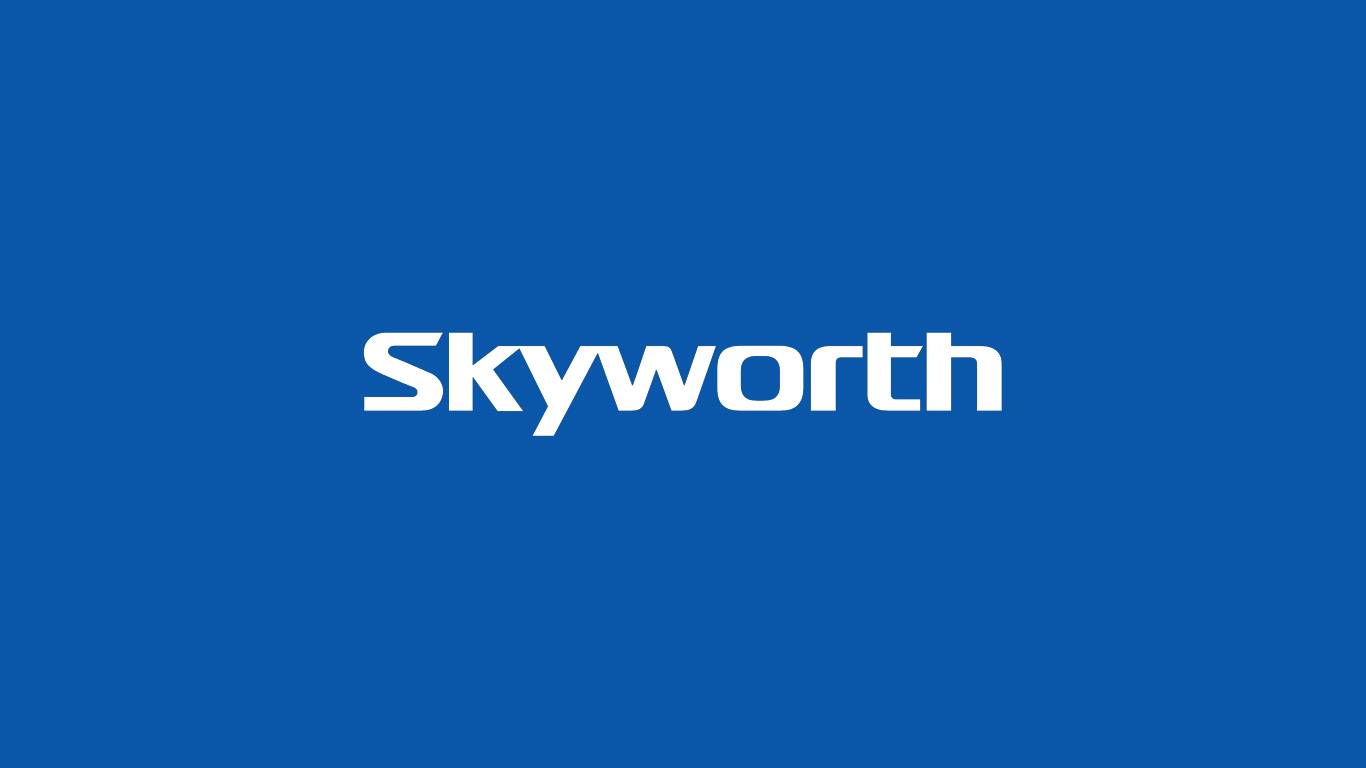
创维第三代标志（2006-2018）

创维集团有限公司（英文Skyworth，简称创维）创立于1988年，总部设立于中国广东省深圳市高新科技园区，是一家跨越粤港两地，生产消费类电子、网络及通讯产品的上市公司。香港数码控股有限公司于2000年在香港主板上市港交所：0751，目前是创维集团的控股公司。目前创维是中国三大彩电龙头企业之一。创维擁有COOCAA（酷开网络科技）和收购的METZ兩個子品牌。

## 历史

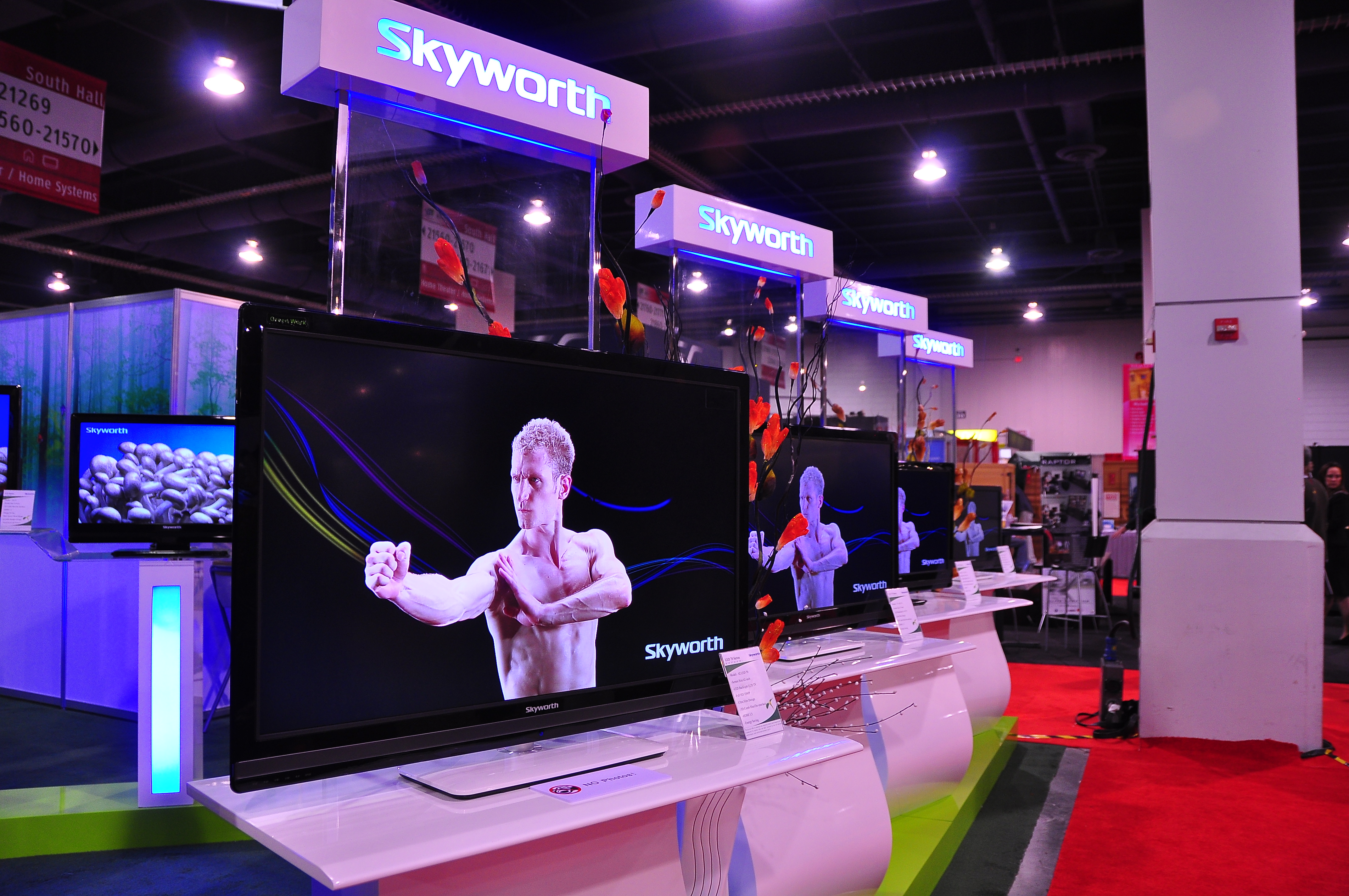
创维在美国CES展上的展位

1988年，创维由黄宏生等人在香港成立，初期名称为“创维实业有限公司”。
1990年，创维实业有限公司正式进入制造业，初期主要代工生产电视遥控器。
1991年，收购濒临破产的香港电视机制造商———訊科國際的大多数生产性资产，开始转向彩色电视机生产。
1992年，“创维集团”于香港成立，主要生产彩电、VCD、DVD，家庭影院和卫星接收机等产品。
1994年，创维与深圳RGB电子公司成功合资，成立“创维-RGB电子公司”，此后逐步将经营重心向深圳转移。
1996年，“创维电子城”在深圳宝安区建成投产。
2000年4月，“创维数码控股有限公司”在香港主板上市，集资数十亿港元。
2002年，创维投入使用位于深圳市高新科技园区的“创维（深圳）数字研究中心”。
2003年，“SKYWORTH 创维”荣获广东省著名商标称号，董事局主席黄宏生当选中华人民共和国全国政协委员及深圳民营企业家商会会长。同年，创维集团总部迁入位于广东深圳高新科技园新落成的创维大厦。
2006年，启用全新企业标识。同年10月14日，创维和朗科科技共同出资成立深圳酷开网络科技有限公司。
2007年1月18日，创维集团建设发展有限公司成立，是集團投資地產的子公司。据其2021中报数据，截至今年上半年，其物业存货约50.11亿元，地產投資分布在广州、宁波、滁州、呼和浩特等城市。
2009年，创维与第26届世界大学生运动会组委会执行局签约，成为中国2011年深圳第26届世界大学生夏季运动会的赞助商。
2011年1月，黄宏生斥资50亿元人民币，携其创立的南京创源天地汽车有限公司（现开沃新能源汽车）入股南京金龙，创维开始涉足汽车制造领域。
2013年，创维推出全球首款智能电视操作系统“天赐系统”（随后2014年8月并更名为酷开系统）。同年8月6日，外界猜测良久的创维机顶盒业务分拆上市方案出炉。
2014年9月，创维集团下属的创维数字股份有限公司在深交所借壳“华润锦华”上市，并更改股票简称为“创维数字”。
2015年4月22日，创维集团与德国高端电视机品牌美兹（Metz)的破产管理人在深圳正式签订收购合同，创维用自有资金成功收购美兹电视业务相关的资产和Metz品牌。
2015年7月，创维数字收购欧洲著名机顶盒品牌企业Strong集团，提升创维在欧洲、中亚和北非市场的占有率。
2018年4月1日，酷开网络科技有限公司剥离电视业务，专注构建开放统一的超级智能系统生态，挖掘大屏商业价值。原酷开电视产品、供应链、业务、运营、市场、服务团队全部平移整合至创维全球电商中心，实行“创维+酷开”双品牌运作。
2020年12月，酷开网络科技有限公司升级为股份有限公司。
截至目前，创维集团旗下设深圳创维-RGB电子公司、海外发展公司、数字技术公司、电器科技公司、群欣安防科技公司、液晶器件公司、酷开网络科技公司等十多家产业公司。拥有成都、南京、宜春三大物流中心；深圳石岩、深圳龙岗、广州、南京、内蒙古呼和浩特等生产基地；香港、深圳、北京、广州、南京等科研机构。
2021年9月，创维以底价5.59亿元竞得南京溧水区永阳街道G18地块（楼面价5973元/平方米）。

## 前董事长黄宏生入狱事件
創維的创始人兼前主席为身兼全國政協委員的黃宏生。2005年，黄宏生及其胞弟、創維前執行董事黃培升被控于2001年1月至6月间，串谋其母罗玉英，从创维数码全资子公司创维集团有限公司（现更名创维电视控股有限公司）账户中盗窃公司50万港元。另外，黄宏生兄弟被控于2000年11月至2004年10月间，与罗玉英及王鹏串谋，以“佣金”名义分别窃取上市公司资金221万港元和4838万港元。

## 被指监控用户
2021年4月，有用户称创维电视依托一项名为“勾正数据服务”的后台服务，实时搜集用户联网设备敏感数据，包括主机名称、IP地址、MAC地址、网络延迟时间等资料，乃至附近的Wi-Fi名称，所有数据全部上传至勾正数据的服务器。勾正数据在声明中表示所采集用户数据的相关信息用于研究收视情况，并非收集用户隐私，而创维电视则宣布终止与勾正的合作关系。

## 外部参考
- 創維數碼2006年7月7日之公告
- 創維數碼2005年12月 財務報表附註43(a)，描述2004年11月有關事件。
- 香港廉政公署描述有關事件（页面存档备份，存于）